# Коулдстрим (Кентаки)
Коулдстрим (енгл. Coldstream) град је у америчкој савезној држави Кентаки.

## Демографија
По попису из 2010. године број становника је 1.100, што је 144 (15,1%) становника више него 2000. године.
| Група             | 2000.       | 2010.       |
| Белци             | 633 (66,2%) | 654 (59,5%) |
| Афроамериканци    | 255 (26,7%) | 323 (29,4%) |
| Азијати           | 20 (2,1%)   | 49 (4,5%)   |
| Хиспаноамериканци | 30 (3,1%)   | 44 (4,0%)   |
| Укупно            | 956         | 1.100       |